# Parigi-Camembert 1980
La Parigi-Camembert 1980, quarantunesima edizione della corsa e valida come evento del circuito UCI categoria CB1.1, si svolse l'8 aprile 1980. Fu vinta dal francese Pierre-Raymond Villemiane.

## Ordine d'arrivo (Top 10)
| Pos. | Corridore                 | Squadra                    | Tempo |
| ---- | ------------------------- | -------------------------- | ----- |
| 1    | Pierre-Raymond Villemiane | Renault-Gitane             |       |
| 2    | Michel Demeyre            | La Redoute-Motobecane      |       |
| 3    | Jean-Louis Gauthier       | Miko-Mercier               |       |
| 4    | Jean-Paul Hosotte         | Puch Campagnolo-SEM        |       |
| 5    | Patrick Perret            | Peugeot-Esso-Michelin      |       |
| 6    | Yvon Bertin               | Renault-Gitane             |       |
| 7    | Regis Delepine            | Peugeot-Esso-Michelin      |       |
| 8    | Philippe Durel            | Les Amis du Tour de France |       |
| 9    | Hubert Linard             | Peugeot-Esso-Michelin      |       |
| 10   | Joel Gallopin             | Miko-Mercier               |       |